# Fall Creek (Wisconsin)

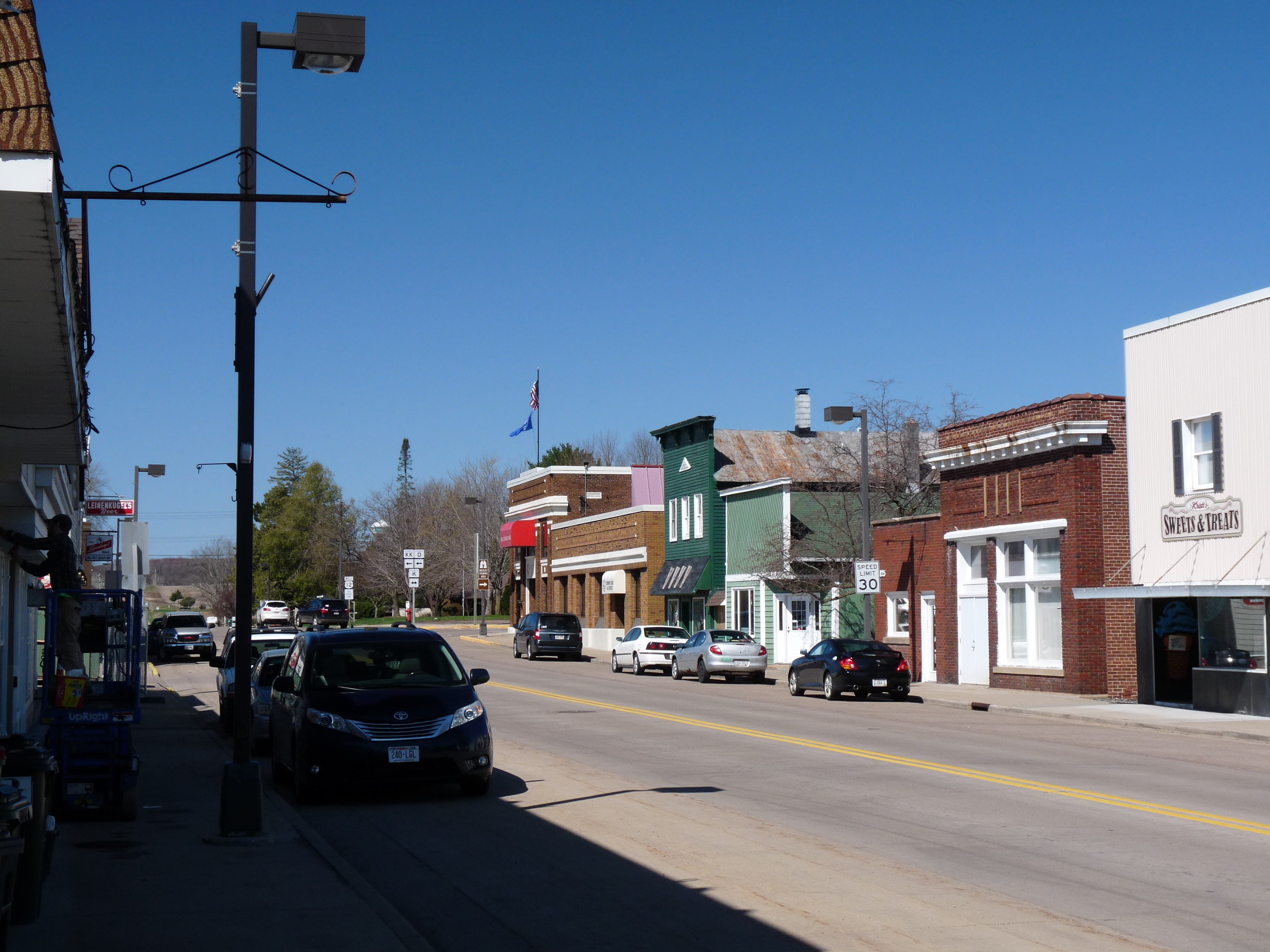
Fall Creek (2017)

Fall Creek ist eine Gemeinde (mit dem Status Village) im Eau Claire County im US-amerikanischen Bundesstaat Wisconsin. Bei der Volkszählung im Jahr 2010 hatte Fall Creek 1315 Einwohner.

## Geografie
Fall Creek liegt im mittleren Nordwesten Wisconsins, unweit des Eau Claire River, der über den Chippewa River zum Stromgebiet des Mississippi gehört.
Die geografischen Koordinaten von Fall Creek sind 44°45′49″ nördlicher Breite und 91°16′38″ westlicher Länge. Das Gemeindegebiet erstreckt sich über eine Fläche von 5,41 km² und ist vollständig von der Town of Lincoln umgeben, ohne dieser anzugehören.
Nachbarorte von Fall Creek sind Lake Wissota (27 km nördlich), Augusta (16,6 km südöstlich), Osseo (26,8 km südlich) und Eau Claire (19,8 km westlich).
Die nächstgelegenen größeren Städte sind Green Bay am Michigansee (300 km östlich), Wisconsins Hauptstadt Madison (276 km südöstlich), La Crosse (137 km südsüdwestlich), Rochester in Minnesota (161 km südwestlich) und die Twin Cities in Minnesota (169 km westlich).

## Verkehr
Der U.S. Highway 12 verläuft in West-Ost-Richtung als Hauptstraße durch Fall Creek. Alle weiteren Straßen sind untergeordnete Landstraßen, teils unbefestigte Fahrwege sowie innerörtliche Verbindungsstraßen.
Parallel zum US 12 verläuft eine Eisenbahnstrecke der Union Pacific Railroad durch das Gemeindegebiet von Fall Creek.
Der nächste Flughafen ist der Chippewa Valley Regional Airport (24,3 km westnordwestlich).

## Bevölkerung
Nach der Volkszählung im Jahr 2010 lebten in Fall Creek 1315 Menschen in 517 Haushalten. Die Bevölkerungsdichte betrug 243,1 Einwohner pro Quadratkilometer. In den 517 Haushalten lebten statistisch je 2,44 Personen. 
Ethnisch betrachtet setzte sich die Bevölkerung zusammen aus 97,9 Prozent Weißen, 0,1 Prozent (eine Person) Afroamerikanern, 0,5 Prozent amerikanischen Ureinwohnern, 0,8 Prozent Asiaten sowie 0,1 Prozent aus anderen ethnischen Gruppen; 0,7 Prozent stammten von zwei oder mehr Ethnien ab. Unabhängig von der ethnischen Zugehörigkeit waren 0,2 Prozent der Bevölkerung spanischer oder lateinamerikanischer Abstammung. 
26,1 Prozent der Bevölkerung waren unter 18 Jahre alt, 56,7 Prozent waren zwischen 18 und 64 und 17,2 Prozent waren 65 Jahre oder älter. 54,4 Prozent der Bevölkerung war weiblich.
Das mittlere jährliche Einkommen eines Haushalts lag bei 50.625 USD. Das Pro-Kopf-Einkommen betrug 22.672 USD. 9,8 Prozent der Einwohner lebten unterhalb der Armutsgrenze.